# Gosford
Gosford ist eine Küstenstadt im australischen Bundesstaat New South Wales und liegt im Einzugsbereich von Sydney etwa 50 Kilometer nördlich des Stadtzentrums. Gosford ist das Zentrum der Central Coast zwischen Sydney und Newcastle und dem Hunter Valley sowie Teil der Metropolregion Sydney (Sydney Statistical Division).

## Geschichte
Gosford wurde in den 1830er Jahren gegründet und wurde erst 1980 zur Stadt erklärt. Sie hat heute über 160.000 Einwohner. Gosford ist nicht nur das kommerzielle Zentrum der Central-Coast-Region, sondern liegt auch zentral für die zahlreichen touristischen Attraktionen der Gegend wie den Brisbane-Water-Nationalpark und ist deshalb Anziehungspunkt für die Bewohner der Metropole Sydney.
Mediale Aufmerksamkeit erlangte die Gosford Anglican Church durch ihre unkonventionellen Ansätze zur Seelsorge.
In Gosford liegt auch das Central Coast Stadium, die Heimspielstätte der Central Coast Mariners, australischer Fußball-Erstligist, Meister 2013 und 2023 sowie Vizemeister von 2006, 2008 und 2011. Das Stadion war einer der Austragungsorte der Rugby-Union-Weltmeisterschaft 2003.
Gosford ist größtenteils identisch mit dem lokalen Verwaltungsgebiet Gosford City.
Partnerstädte von Gosford sind Edogawa in Japan und Nitra in der Slowakei.

## Söhne und Töchter der Stadt
- Mark Edmondson (* 1954), Tennisspieler
- Nick Harvey (* 1955), Schauspieler
- Mark Skaife (* 1967), Autorennfahrer
- Darren Bundock (* 1971), Segler
- Jess Vanstrattan (* 1982), Fußballtorhüter
- Ken Wallace (* 1983), Kanute
- John Martin (* 1984), Rennfahrer
- Adam Feeney (* 1985), Tennisspieler
- Lachlan Tame (* 1988), Kanute
- Daniel Webber (* 1988), Schauspieler
- Ian McAndrew (* 1989), Fußballspieler
- Andrew Redmayne (* 1989), Fußballtorhüter
- Matthew Dawson (* 1994), Hockeyspieler
- Nicholas Yallouris (* 1994), Radsportler
- Nicola McDermott (* 1996), Hochspringerin

## Klima
|                       | Jan   | Feb   | Mär   | Apr   | Mai   | Jun   | Jul  | Aug  | Sep  | Okt  | Nov  | Dez   |   |         |
| Mittl. Tagesmax. (°C) | 27,3  | 27,1  | 26,1  | 23,7  | 20,2  | 17,7  | 17,4 | 18,8 | 20,9 | 23,5 | 24,8 | 26,9  | ⌀ | 22,8    |
| Mittl. Tagesmin. (°C) | 16,6  | 17,1  | 15,5  | 11,8  | 8,2   | 6,4   | 4,5  | 5,3  | 7,6  | 10,6 | 12,7 | 15,1  | ⌀ | 10,9    |
|                       |       |       |       |       |       |       |      |      |      |      |      |       |   |         |
| Niederschlag (mm)     | 139,0 | 148,1 | 149,8 | 136,2 | 119,1 | 127,6 | 79,0 | 75,9 | 68,6 | 82,9 | 92,4 | 102,2 | Σ | 1.320,8 |
|                       |       |       |       |       |       |       |      |      |      |      |      |       |   |         |
| Regentage (d)         | 11,1  | 10,8  | 11,1  | 10,6  | 9,2   | 9,7   | 8,0  | 8,1  | 8,4  | 9,0  | 9,8  | 10,1  | Σ | 115,9   |

| 16,6 |

| 17,1 |

| 15,5 |

| 11,8 |

| 8,2 |

| 6,4 |

| 4,5 |

| 5,3 |

| 7,6 |

| 10,6 |

| 12,7 |

| 15,1 |

| 16,6 |

| 17,1 |

| 15,5 |

| 11,8 |

| 8,2 |

| 6,4 |

| 4,5 |

| 5,3 |

| 7,6 |

| 10,6 |

| 12,7 |

| 15,1 |